# Лівінґстон (округ, Кентуккі)
Шаблон:StateAbbr_ 37°13′ пн. ш. 88°21′ зх. д. / 37.21° пн. ш. 88.35° зх. д.
Округ Лівінґстон (англ. Livingston County) — округ (графство) у штаті Кентуккі, США. Ідентифікатор округу 21139.

## Історія
Округ утворений 1798 року.

## Демографія
За даними перепису 
2000 року 
загальне населення округу становило 9804 осіб, усе сільське.
Серед мешканців округу чоловіків було 4847, а жінок — 4957. В окрузі було 3996 домогосподарств, 2893 родин, які мешкали в 4772 будинках.
Середній розмір родини становив 2,86.
Віковий розподіл населення поданий у таблиці:
| Стать    | До 15 років | 15-21 | 22-29 | 30-39 | 40-49 | 50-65 | 65-85 | Понад 85 |
| -------- | ----------- | ----- | ----- | ----- | ----- | ----- | ----- | -------- |
| Чоловіки | 902         | 407   | 459   | 712   | 744   | 978   | 581   | 64       |
| Жінки    | 901         | 400   | 438   | 724   | 746   | 930   | 712   | 106      |

## Суміжні округи
- Гардін, Іллінойс — північ
- Кріттенден — північний схід
- Лайон — південний схід
- Маршалл — південь
- Маккракен — південний захід
- Массак, Іллінойс — захід
- Поуп, Іллінойс — північний захід

## Виноски
1. ↑  U.S. Decennial Census. United States Census Bureau. Архів оригіналу за 4 квітня 2018. Процитовано 17 серпня 2014.
2. ↑  Historical Census Browser. University of Virginia Library. Архів оригіналу за 11 серпня 2012. Процитовано 17 серпня 2014.
3. ↑  Population of Counties by Decennial Census: 1900 to 1990. United States Census Bureau. Архів оригіналу за 13 жовтня 2014. Процитовано 17 серпня 2014.
4. ↑  Census 2000 PHC-T-4. Ranking Tables for Counties: 1990 and 2000 (PDF). United States Census Bureau. Архів оригіналу (PDF) за 18 грудня 2014. Процитовано 17 серпня 2014.
5. ↑  State & County QuickFacts. United States Census Bureau. Архів оригіналу за 7 червня 2011. Процитовано 6 березня 2014.(англ.) Наведено за англійською вікіпедією.
6. ↑  American FactFinder. Бюро перепису населення США. Архів оригіналу за 26 лютого 2012. Процитовано 31 січня 2008.

| США | Це незавершена стаття з географії США. Ви можете допомогти проєкту, виправивши або дописавши її. |